# Pyrrosia abbreviata
Pyrrosia abbreviata là một loài thực vật có mạch trong họ Polypodiaceae. Loài này được (Zoll. & Mor.) Hovenkamp miêu tả khoa học đầu tiên năm 1984.